# Hermann Benedict
Hermann Benedict (8. November 1852 – nach 1910) war ein deutscher Theaterschauspieler.

## Leben
Hermann Benedict wurde von Christian Puley ausgebildet und war am Stadttheater in Krefeld, Hoftheater in Oldenburg, am Kurtheater in Wildbad und am Stadttheater in Nürnberg engagiert, bis er 1884 in den Verband des Hoftheaters Karlsruhe trat. Benedict spielt Gecken, Naturburschen und Chargen und hatte manchen Erfolg zu verzeichnen. Von seinem Repertoire seien genannt „Schüler“ in „Faust“, „Junker Bleichenwang“, „Lanzelot Gobbo“, „Bellmaus“, „Didier“ in „Grille“, „von Feldt“ in „Veilchenfresser“ etc. 1907 war er noch Mitglied des Hoftheaters Karlsruhe. Er wohnte damals in der Vorholzstraße 35 und war mit dem Verdienstkreuz vom Zähringer Löwen ausgezeichnet. Auch 1910 wird er noch im Hof- und Staatshandbuch des Großherzogtums Baden als Karlsruher Bühnenmitglied geführt.